# Eleazar Albin

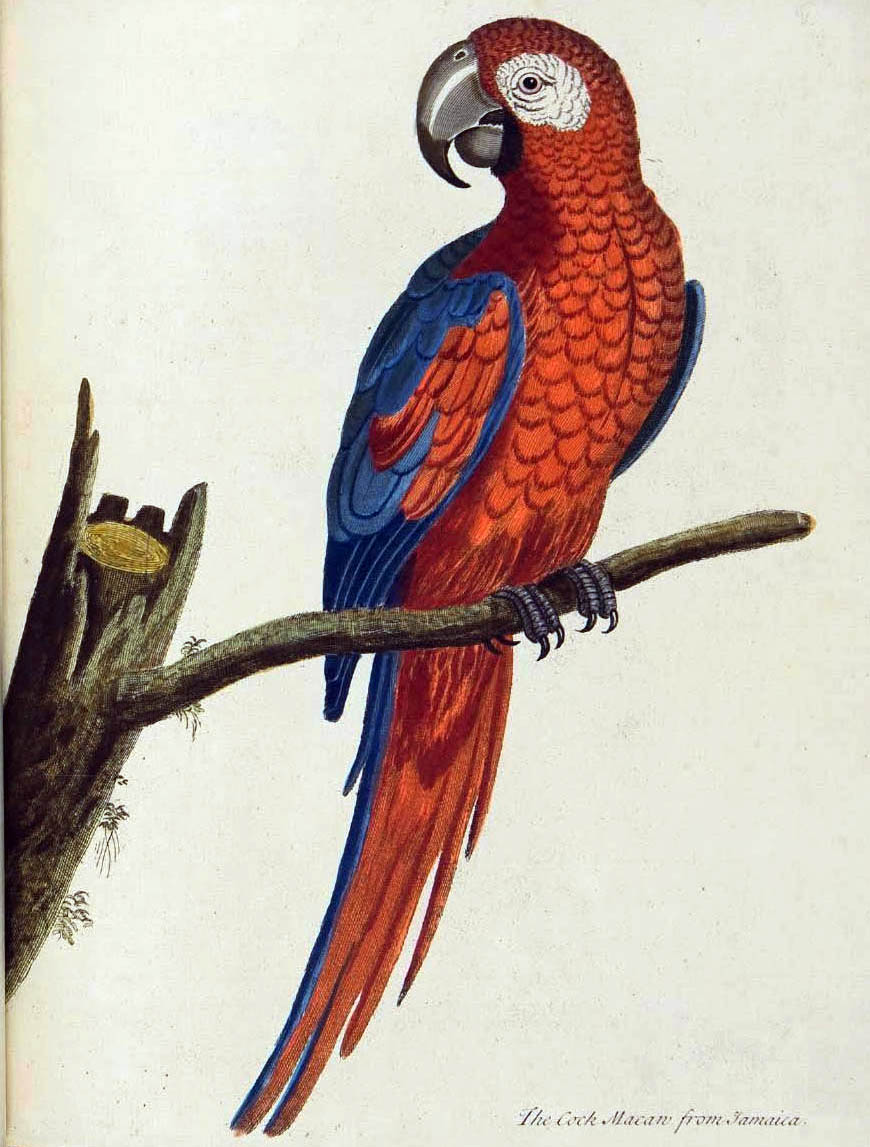
Um papagaio da Jamaica pintado por Eleazar Albin

Eleazar Albin (fl. 1690 - c. 1742) foi um naturalista e ilustrador inglês que escreveu e desenhou uma série de livros incluindo A Natural History of English Insects (1720), A Natural History of Birds (1731–38) e The Natural History of Spiders and other Curious Insects (1736). Ele é considerado um dos "maiores ilustradores de livros entomológicos do século XVIII".

## Obras
- W. Derham & E. Albin. A natural history of English insects. Illustrated with a hundred copper plates, curiously engraven from the life: and (for those who desire it) exactly coloured by the author (London, William Innys, 1729).
- W. Derham & E. Albin. A natural history of the birds (3 vols. London, 1731-1738).

- vol. 1[ligação inativa]
- vol. 3

- E. Albin. A natural history of spiders, and other curious insects (London, Tilly, 1736).
- E. Albin. A Natural History of English Songbirds (1737).  With coloured plates.
- R. North & E. Albin. The History of Esculent Fish" (1794).